# 토르핀 인 리키
토르핀 인 리키 시구르다르손(고대 노르드어: Þorfinnr inn riki Sigurðarson→시구르드의 아들, 강력한 토르핀: 1009년? – 1065년경)은 11세기 오크니 백작이다. 시구르드 디그리의 막내아들이며 시구르드가 스코틀랜드의 말 콜룸 2세의 공주와의 사이에서 낳은 유일한 아들이다. 재위기의 초기 3분의 1은 형제들 중 하나 또는 그 이상과 공동 재위했고, 나머지 3분의 2는 조카 로근발드 브루사손과 공동 재위했다. 토르핀은 할란드 백작 핀 아르네손의 딸 잉기뵤르그 핀스도티르와 결혼했다.
아이슬란드의 스노리 스투를루손이 쓴 《헤임스크링글라》 및 작자 미상의 《오크니 사람들의 사가》에 따르면 토르핀은 오크니 백작들 중 가장 강력한 위세를 떨쳤으며, 도서 왕국의 면적 상당 부분을 지배했다. 말년에 로마로 순례를 갔다온 뒤 오크니와 셰틀랜드를 주류 기독교 국가로 만드는 데 중요한 역할을 했다. 11세기 하반기에 사망하여 아들 파울과 에를렌드 토르핀손이 백작위를 계승했다.